# Angela Finocchiaro
Angela Finocchiaro (Milano, 20 novembre 1955) è un'attrice e comica italiana.
Ha vinto 2 volte il David di Donatello per la migliore attrice non protagonista per La bestia nel cuore (2005) e Mio fratello è figlio unico (2007).

## Biografia
Nata e cresciuta a Milano da una famiglia da parte paterna originaria di Catania, inizia il suo percorso teatrale negli anni settanta, con una significativa esperienza nella compagnia sperimentale Quelli di Grock. Partecipa a varie performance della compagnia, tra cui il surreale Spariamo alle farfalle, e a molti altri spettacoli dalla comicità originale e stralunata, come Felice e Carlina, La città degli animali, Giochiamo che io ero, Vieni nel mio sogno, Dudu Dada. Nel 1980 Angela Finocchiaro allestisce, con Carlina Torta e Amato Pennasilico, lo spettacolo Panna Acida, nome che passerà poi ad indicare un nuovo gruppo teatrale e nel 1979 partecipa al film che le darà notorietà nazionale, Ratataplan di Maurizio Nichetti.
A questa prima esperienza nel cinema fa seguito, dopo un anno, la partecipazione al successivo film di Nichetti, Ho fatto splash. Negli stessi anni partecipa, sotto la guida di Gaetano Sansone, a un allestimento per il Carnevale di Venezia su testi di Giorgio Manganelli, ed intanto, scrive, interpreta e allestisce, sempre con Carlina Torta e Amato Pennasilico, il secondo spettacolo del nuovo gruppo teatrale "Panna Acida", Scala F (1981), dedicandosi anche alla conduzione e ideazione della trasmissione radiofonica Torno subito.
Nel 1982-1983 partecipa come co-protagonista allo spettacolo Arsenico e vecchi merletti (Teatro Nuova Scena), mentre nel 1984 frequenta il seminario del Teatro di Porta Romana tenuto da Dominic De Fazio, cura lo spettacolo Miami per la rassegna del comune meneghino "Milano d'estate", e partecipa al saggio di drammaturgia della Civica Scuola di Teatro Paolo Grassi a Milano. Continua intanto il sodalizio con Maurizio Nichetti, e partecipa a una trasmissione per Rete 4, intitolata Quo vadiz?, realizzata dallo stesso Nichetti con Gabriele Salvatores. Scrive, per il gruppo teatrale Panna Acida, lo spettacolo Viola, e nel 1985 gira l'Italia per proporre i cavalli di battaglia di quel gruppo. Rappresenta Viola e Scala F al Festival Internazionale di Manizales (Colombia) e tiene un seminario per gli attori dell'Accademia d'arte drammatica di Bogotà.

Angela Finocchiaro e Maurizio Nichetti in Ratataplan (1979)

Nella stagione 1985-1986 Angela Finocchiaro debutta nel cabaret, interpretando il monologo Bocconcini di Giancarlo Cabella. Poco dopo (1988-1989) porta in scena lo spettacolo teatrale in forma di monologo La stanza dei fiori di china, scritto da Giancarlo Cabella e ispirato al romanzo Fiori per Algernon di Daniel Keyes. Lo spettacolo ottiene un grande successo tanto da essere ripreso a distanza di dieci anni. Nello stesso periodo, Angela Finocchiaro è tra le protagoniste della trasmissione La TV delle ragazze, condotta su Rai 3 da Serena Dandini. Prende parte anche al cast di Zanzibar, andato in onda su Italia 1 nel 1988.
Dagli anni novanta in poi partecipa ad alcune miniserie televisive: A che punto è la notte, Le madri e le due serie di Dio vede e provvede, e a numerose pellicole cinematografiche: Volere volare di Maurizio Nichetti (1991), Il portaborse di Daniele Luchetti (1991), Il muro di gomma di Marco Risi (1991), Assolto per aver commesso il fatto di Alberto Sordi (1991), Arriva la bufera di Daniele Luchetti (1993), Non ti muovere di e con Sergio Castellitto (2004). Ma, nonostante l'intensa attività per il piccolo e grande schermo, Angela Finocchiaro non ha mai abbandonato le scene. Nel 1992 recita con Silvio Orlando in Sottobanco di Domenico Starnone, regia di Daniele Luchetti.
Successivamente porta in teatro vari testi di Stefano Benni, a partire da La misteriosa scomparsa della Signorina W (1994-1995, ripreso nel 1997), proseguendo con Pinocchia, assieme a Ivano Marescotti, per giungere al fortunato Benneide, con repliche dal 2001 al 2004. Nel 2003-2004 ha preso parte al programma comico Zelig su Canale 5 ed è stata protagonista di Mammamia!, serie TV su Rai 2 di brevi comiche mute, scritte, dirette e co-interpretate da Maurizio Nichetti. Nel settembre 2004 Angela Finocchiaro ha interpretato il monologo Teatro anatomico durante una puntata della trasmissione Report.
Grande successo ha ottenuto con l'interpretazione di Maria nel film di Cristina Comencini, La bestia nel cuore, per il quale si è aggiudicata il Nastro d'argento 2006 2006, il David di Donatello 2006 2006 e il Ciak Ciak d'oro 2006 come migliore attrice non protagonista; il Premio Wella Cinema Donna alla 62ª Mostra internazionale d'arte cinematografica di Venezia e il premio Queen of Comedy Award 2006. La stagione teatrale 2006-2007 la vede impegnata nell'opera di Walter Fontana Miss Universo, che le vale un significativo apprezzamento della critica e del pubblico, mentre sul grande schermo è tra gli interpreti delle opere cinematografiche di Francesca Archibugi, Lezioni di volo (2007) e di Daniele Luchetti, Mio fratello è figlio unico (2007). Per quest'ultimo ha vinto un secondo David di Donatello 2007, sempre come miglior attrice non protagonista, condiviso ex aequo con Ambra Angiolini per Saturno contro.
Partecipa a due delle commedie di maggiore incasso nel 2010: Benvenuti al sud, con Claudio Bisio e Alessandro Siani, e La banda dei Babbi Natale, con il trio Aldo, Giovanni e Giacomo. Per il primo viene candidata ai David di Donatello e per entrambi al Nastro d'argento, sempre come migliore attrice protagonista.
Tra il 2013 e il 2014 è stata uno dei personaggi dei film Indovina chi viene a Natale? di Fausto Brizzi e Un boss in salotto di Luca Miniero. Dal 2015 è in scena a teatro con Calendar Girls, tratto dalla omonima commedia cinematografica, dove interpreta il ruolo principale di Chris.
Il 14 novembre 2018 ha destato scalpore un suo sketch andato in onda su Rai 3 nel programma La tv delle ragazze nel quale, di fronte a una platea di bambine, pronunciava la battuta: "bambine, ricordatevi che gli uomini sono tutti pezzi di m**da, soprattutto il tuo papà".

## Filmografia

### Cinema
- Allegro non troppo, regia di Bruno Bozzetto (1976)
- Ratataplan, regia di Maurizio Nichetti (1979)
- Ho fatto splash, regia di Maurizio Nichetti (1980)
- Dolce assenza, regia di Claudio Sestieri (1986)
- Il burbero, regia di Castellano e Pipolo (1986)
- Un uomo sotto tiro, regia di Elie Chouraqui (1987)
- Domani accadrà, regia di Daniele Luchetti (1988)
- Gentili signore, regia di Adriana Monti (1988)
- Luisa, Carla, Lorenza e... le affettuose lontananze, regia di Sergio Rossi (1989)
- Io, Peter Pan, regia di Enzo De Caro (1989)
- Volere volare, regia di Maurizio Nichetti (1991)
- Il portaborse, regia di Daniele Luchetti (1991)
- Il muro di gomma, regia di Marco Risi (1991)
- Assolto per aver commesso il fatto, regia di Alberto Sordi (1992)
- Ostinato destino, regia di Gianfranco Albano (1992)
- Arriva la bufera, regia di Daniele Luchetti (1993)
- Quando le montagne finiscono, regia di Daniele Carnacina (1994)
- Bidoni, regia di Felice Farina (1995)
- Con rabbia e con amore, regia di Alfredo Angeli (1997)
- L'ultimo capodanno, regia di Marco Risi (1998)
- Non ti muovere, regia di Sergio Castellitto (2004)
- Signora, regia di Francesco Laudadio (2004)
- 13dici a tavola, regia di Enrico Oldoini (2004)
- La bestia nel cuore, regia di Cristina Comencini (2005)
- Lezioni di volo, regia di Francesca Archibugi (2007)
- Mio fratello è figlio unico, regia di Daniele Luchetti (2007)
- Amore, bugie e calcetto, regia di Luca Lucini (2008)
- Un giorno perfetto, regia di Ferzan Özpetek (2008)
- Il cosmo sul comò, regia di Marcello Cesena (2008)
- I mostri oggi, regia di Enrico Oldoini (2009)
- Io, loro e Lara, regia di Carlo Verdone (2010)
- Benvenuti al Sud, regia di Luca Miniero (2010)
- La banda dei Babbi Natale, regia di Paolo Genovese (2010)
- Bar Sport, regia di Massimo Martelli (2011)
- Lezioni di cioccolato 2, regia di Alessio Maria Federici (2011)
- Benvenuti al Nord, regia di Luca Miniero (2012)
- Il sole dentro, regia di Paolo Bianchini (2012)
- Ci vuole un gran fisico, regia di Sophie Chiarello (2013)
- Indovina chi viene a Natale?, regia di Fausto Brizzi (2013)
- Un boss in salotto, regia di Luca Miniero (2014)
- La scuola più bella del mondo, regia di Luca Miniero (2014)
- Latin Lover, regia di Cristina Comencini (2015)
- Vacanze ai Caraibi, regia di Neri Parenti (2015)
- Assolo, regia di Laura Morante (2016)
- Non c'è più religione, regia di Luca Miniero (2016)
- Sono tornato, regia di Luca Miniero (2018)
- Scappo a casa, regia di Enrico Lando (2019)
- La mia banda suona il pop, regia di Fausto Brizzi (2020)
- Burraco fatale, regia di Giuliana Gamba (2020)
- Chi ha incastrato Babbo Natale?, regia di Alessandro Siani (2021)
- Il mammone, regia di Giovanni Bognetti (2022)
- Educazione fisica, regia di Stefano Cipani (2022)
- Natale a tutti i costi, regia di Giovanni Bognetti (2022)
- Pensati sexy, regia di Michela Andreozzi (2024)
- Ricchi a tutti i costi, regia di Giovanni Bognetti (2024)
- Amiche mai, regia di Maurizio Nichetti (2024)
- The Opera! - Arie per un'eclissi, regia di Davide Livermore e Paolo Gep Cucco (2025)

### Televisione
- Zanzibar, regia di Marco Mattolini – sitcom (1988)
- A che punto è la notte, regia di Nanni Loy – miniserie TV (1994)
- Dio vede e provvede – serie TV (1995)
- Mammamia! – serie TV (2003-2004)
- Il supermercato, regia di Giorgio Bardelli – sitcom (2005)
- Belli dentro, regia di Gianluca Fumagalli – sitcom, episodio 1x09 (2005)
- Dottor Clown, regia di Maurizio Nichetti – film TV (2008)
- Due mamme di troppo, regia di Antonello Grimaldi – film TV (2009)
- L'amore non basta (quasi mai...), regia di Antonello Grimaldi – miniserie TV (2011)
- Nero a metà – serie TV (dal 2018)
- Volevo fare la rockstar – serie TV (2019-2022)

### Cortometraggi
- Per non dimenticare, regia di Massimo Martelli (1992)
- Verdiana, regia di Elena Beatrice & Daniele Lince (2020)

### Documentari
- Una su tre, regia di Claudio Bozzatello (2011)

## Programmi televisivi
- Quo vadiz? (Rete 4, 1984-1985)
- La TV delle ragazze (Rai 3, 1988-1989)
- Zelig circus  (Canale 5, primi anni 2000)
- La TV delle ragazze - Gli Stati Generali 1988-2018 (Rai 3, 2018)
- LOL - Chi ride è fuori (2024)

## Doppiaggio

### Film d'animazione
- Nonna Tala in Oceania[3] e Oceania 2[4]

## Pubblicità
- B&B Italia arredamenti (1980-1985)
- Detersivo Può Nelsen (1985-1987), regia di Maurizio Nichetti
- Ignis (1985-1986)
- Melegatti (1993-1999)
- Mulino Bianco (2016)
- Unieuro (2021)

## Riconoscimenti
- David di Donatello
  - 1991 – Candidatura alla miglior attrice protagonista per Volere volare
  - 1992 – Candidatura alla miglior attrice non protagonista per Il muro di gomma
  - 2006 – Miglior attrice non protagonista per La bestia nel cuore
  - 2007 – Miglior attrice non protagonista per Mio fratello è figlio unico
  - 2011 – Candidatura alla miglior attrice non protagonista per Benvenuti al Sud

- Nastro d'argento
  - 2006 – Miglior attrice non protagonista per La bestia nel cuore

- Ciak d'oro
  - 1991 – Miglior attrice protagonista per Volere volare[5]
  - 1991 – Miglior attrice non protagonista per Luisa, Carla, Lorenza e... le affettuose lontananze[5]
  - 1992 – Miglior attrice non protagonista per Il portaborse[5]
  - 2006 – Miglior attrice non protagonista per La bestia nel cuore[6]